# アメリカ連合国財務長官
アメリカ連合国財務長官（あめりかれんごうこくざいむちょうかん、Confederate States Secretary of the Treasury）は、アメリカ連合国財務省の長である。アメリカ連合国大統領が指名し、連合国議会の承認によって任命される。
アメリカ連合国が建国した1861年から消滅した1865年まで、財務長官にはクリストファー・メミンジャー、ジョージ・トレンホルム、ジョン・レーガンの3人が就任した。

## 歴代財務長官
| # | 氏名                         | 在任期間      | 在任期間      | 大統領                     |
| - | ---------------------------- | ------------- | ------------- | -------------------------- |
| 1 | クリストファー・メミンジャー | 1861年2月21日 | 1864年7月18日 | ジェファーソン・デイヴィス |
| 2 | ジョージ・トレンホルム       | 1864年7月18日 | 1865年4月27日 | ジェファーソン・デイヴィス |
| 3 | ジョン・レーガン             | 1865年4月27日 | 1865年5月10日 | ジェファーソン・デイヴィス |